# Ispidina
Ispidina là một chi chim ăn côn trùng trong họ Alcedinidae. Chi này là chi chị em với chi Corythornis.

## Các loài
Chi này bao gồm hai loài:
| Hình ảnh | Danh pháp         | Tên thông thường    | Phân bố |
| -------- | ----------------- | ------------------- | --- |
|          | Ispidina picta    | Bói cá bé châu Phi  | Phía nam sa mạc Sahara |
|          | Ispidina lecontei | Bói cá lùn châu Phi | Angola, Cameroon, Cộng hòa Trung Phi, Công hòa Congo, Cộng hòa Dân chủ Congo, Bờ Biển Ngà, Guinea Xích đạo, Gabon, Ghana, Guinea, Liberia, Nigeria, Sierra Leone, Nam Sudan and Uganda. |